# Nino und Ali
Die Nino-und-Ali-Statue ist eine Metallskulptur in Batumi, Georgien, die von den Künstlern Tamara Kvesitadze und Paata Sanaia geschaffen wurde. Das im Jahr 2007 geschaffene Werk wird von einer Mechanik in Gang gehalten.

## Beschreibung
Die Nino und Ali-Statue ist eine Metallskulptur, die eine tragische Liebesgeschichte zwischen Nino, einer christlichen Georgierin, und Ali, einem muslimischen Aserbaidschaner, darstellen soll. Die Geschichte ihrer Liebe spielte sich in den Jahren 1914–1920 in Baku ab und spiegelt die mit der „europäischen“ Herrschaft über eine „orientalische“ Gesellschaft einhergehenden Probleme wider.

## Technische Details
Die Nino und Ali-Statue ist 7,9 Meter (26 Fuß) hoch und benötigt etwa 10 Minuten, um einen vollständigen Durchgang ihrer solarbetriebenen Mechanik abzuschließen.

## Standort
Die Statue befindet sich auf einem Podest mit Sitzbänken und hat sich zu einem beliebten Treffpunkt für die Bewohner von Batumi entwickelt. Der Standort liegt direkt an der Küste zwischen dem Yachthafen und der Strandpromenade und markiert den Anfang des berühmten Batumi-Boulevards.

## Bedeutung
Die Nino und Ali-Statue gilt als ein Symbol der Liebe und Toleranz in einer komplexen Welt. Die Geschichte hinter der Statue erinnert an die Herausforderungen, die durch die europäische Herrschaft in einer orientalischen Gesellschaft entstanden und die insbesondere in Elfriede Ehrenfels’ (1894–1982) vielgelesenem Roman Ali und Nino (1937) einen literarischen Niederschlag fanden. Sie bietet einen Blick auf Bakus Hauptstadt während der Zeit der Demokratischen Republik Aserbaidschan vor der Periode der sowjetischen Herrschaft.